# Dean Semler
Dean Semler (Renmark, 1943) é um diretor de fotografia australiano. Venceu o Oscar de melhor fotografia na edição de 1991 por Dances with Wolves.